# Meteorus punctifrons
Meteorus punctifrons är en stekelart som beskrevs av Thomson 1895. Meteorus punctifrons ingår i släktet Meteorus och familjen bracksteklar. Arten är reproducerande i Sverige. Inga underarter finns listade i Catalogue of Life.